# Zombeteiro-de-bico-preto
O zombeteiro-de-bico-preto (Phoeniculus somaliensis) é uma espécie de ave da família Phoeniculidae. 

## Subespécies
São reconhecidas três subespécies:
- P. s. somaliensis - Sueste da Etiópia, Somália e Norte do Quénia.
- P. s. neglectus - Centro e Sudoeste da Etiópia.
- P. s. abyssinicus - Noroeste da Etiópia e Oeste da Eritreia.

## Distribuição
Pode ser encontrada nos seguintes países: Djibouti, Eritreia, Etiópia, Somália, Sudão e Tanzânia. 